# Coppa Italia 2009 (pallacanestro femminile)
La Coppa Italia di pallacanestro femminile 2009 si è disputata il 7 e 8 marzo al PalaCattani di Faenza. Vi hanno preso parte le quattro squadre che al termine del girone d'andata del campionato di Serie A1 occupavano i primi posti in classifica.
Il Club Atletico Faenza ha vinto la coppa per la seconda volta, battendo in finale la Lavezzini Parma per 63-51.

## Risultati
Faenza, PalaCattani

domenica 8 marzo 2009

Parma: Zara 13, Screen 16, Franchini 5, Vilipic 4, Summerton 13; Paparazzo, Narviciute, Magaddino, Manzini, Tomova. All. Scanzani.

Club Atletico Faenza: Moises Pinto 15, Bjelica 13, Erkic 20, Alexander 4, Zampella 2; Modica, Morsiani, Bandini, Santucci 3, Stakneviciene 6. All. Rossi.

Arbitri: Moretti e Gagliardi.

|  | Semifinali | Semifinali           | Semifinali |                      |    | Finale          | Finale | Finale |  |
|  |            |                      |            |                      |    |                 |        |        |  |
|  | 1          | Lavezzini Parma      | 66         |                      |    |                 |        |        |  |
|  | 1          | Lavezzini Parma      | 66         |                      |    |                 |        |        |  |
|  | 4          | Taranto Cras Basket  | 63         |                      |    |                 |        |        |  |
|  | 4          | Taranto Cras Basket  | 63         |                      | 1  | Lavezzini Parma | 51     |        |  |
|  |            |                      |            |                      | 1  | Lavezzini Parma | 51     |        |  |
|  |            |                      | 2          | Club Atletico Faenza | 63 |                 |        |        |  |
|  | 2          | Club Atletico Faenza | 2          | Club Atletico Faenza | 63 | 63              |        |        |  |
|  | 2          | Club Atletico Faenza |            |                      |    |                 |        |        |  |
|  | 3          | Umana Venezia        | 44         |                      |    |                 |        |        |  |